# 堀池薫子
堀池 薫子（ほりいけ かおるこ、1978年6月3日 - ）は、日本のチアリーダー。
香川県出身、血液型はA型。姉が1人いる。

## 人物・来歴
神奈川県立厚木高等学校のダンスドリル部でチアダンスを始め、立教大学体育会応援団チアリーディング部の活動の傍ら、厚木高校OGチアダンスチーム「クラッカージャック」で活動、その後、ヒップホップダンスチーム「くるくるどんな」を結成し、テレビ東京「RAVE2001」に出演。
大学卒業後、中村屋で営業職をしながらチアリーディングを続け、クラブハスキーズに5年間所属。Xリーグ オールスター ビーナスに3年連続で選ばれた。
2007年に単身渡米して日本人として初めてNFLのデンバー・ブロンコスのチアリーダーに合格した。その後2009年現在まで3年連続オーディションに合格している。
帰国後は、全米日米チアリーダー協会親善大使兼チーフエグゼクティブディレクターとして、海外での経験を生かし、講演会、振り付け、ダンスレッスン等、次世代チアリーダーの育成と日米文化交流の一端を担う。

## 著作
- ベネッセキッズこどもチャレンジ  スペシャルダンスDVD 振付
- 「みんなに元気をあげよう! チアロビクスDVD」（監修・出演）全国視聴覚教育連盟
- Dazzling Style the yearbook

## 振付
- ベネッセキッズこどもチャレンジ  スペシャルダンスDVD 振付
- 第66回 アメリカンフットボール日本選手権ライスボウル チアショーディレクター（振付）
- 第65回 アメリカンフットボール日本選手権ライスボウル チアショー（振付）
- 2012年 全日本レスリング選手権大会　チアショー（構成・振付）
- 2012年 全日本レスリング選手権ワールドカップ大会　チアショー（構成・振付）
- 2011年 全日本レスリング選手権大会　チアショー（構成・振付）
- 2012年 D-Nuggets Cup 全国ジュニア選抜車椅子バスケットボール大会 In 愛知　チアショー（構成・振付）
- 2011年 D-Nuggets Cup 全国ジュニア選抜車椅子バスケットボール大会 In 愛知　チアショー（構成・振付）
- 2012年 avex mamafes　チアショー（構成・振付）
- 2011年 avex mamafes　チアショー（構成・振付）

## 出演
- 関西テレビ「こころの旅」　出演　2013年4月
- Tokyo FM「サントリー・サタデー・ウェイティング・バー」　出演　2012年11月
- FM Yokohama「DOCOMO presents いつもふたりで…」　出演　2012年5月
- テレビ東京「たけしのニッポンのミカタ!」　出演　2011年12月
- J-WAVE Hello world 出演 2011年
- 中京テレビ スーパーニュース 2011年10月5日
- フジテレビ 「ワンナイスーパーライブ」 バックダンサー
- bjリーグ 東京アパッチ パフォーマー
- コラントッテ　CM出演
- ナチュラルグロウ（化粧品メーカー） プロモーションモデル
- おはよう奥さん（2013年10月号）
- クーリエジャポン〜やっぱり海外に暮らしてみたい（2013年10月号）
- pony ファッションショー出演
- ダンスマガジン DDD（2009年3月号）